# Sudha Murthy
Sudha Murthy, también escrito como Murty; nació con el apellido Kulkarni, (Shiggaon, el 19 de agosto de 1950) es una informática, trabajadora social y escritora india, que ha desarrollado una obra literaria tanto en idioma inglés como en idioma canarés.
Murthy comenzó su carrera profesional como ingeniera e informática. Es la presidenta de la Fundación Infosys y miembro de las iniciativas de salud pública de la Fundación Bill y Melinda Gates. Ha fundado numerosos orfanatos, participado en iniciativas de desarrollo rural, apoyado las políticas para proveer computadoras y bibliotecas a todas las escuelas públicas de Karnataka, y creó la Biblioteca clásica de India de Murthy en la Universidad de Harvard. Murthy inició un movimiento para equipar con computadoras y bibliotecas todas las escuelas de Karnataka y enseñar informática. Fue galardonada con el premio a la mejor maestra en 1995 por el Rotary Club en Bangalore. Murthy es muy conocida por su tarea social y su obra literaria. Dollar Sose, una novela originalmente escrita en canarés y más tarde traducida al inglés, fue adaptada como una serie de televisión por Zee TV en 2001.

## Primeros años
Sudha Murthy nació en Shiggaon en Karnataka, India, hija del cirujano Dr. R. H. Kulkarni y su esposa, Vimala Kulkarni. Junto con sus hermanos fue criada por sus abuelos. Estas experiencias infantiles formaron la base histórica de su primera obra reconocida, titulada "Cómo le enseñé a leer a mi abuela y otras historias".

## Carrera
Murthy se graduó en ingeniería eléctrica en el B.V.B. College of Engineering & Technology, siendo la primera de su clase por lo que recibió una medalla dorada del Jefe de gobierno de Karnataka. Murthy completó luego una maestría en informática en el Indian Institute of Science, siendo también la primera de su clase y recibiendo una medalla dorada, en esta oportunidad de parte del Instituto de Ingenieros de la India. Murthy se convirtió en la primera ingeniera mujer contratada por la fábrica de autos Tata Motors (TELCO). Murthy se unió a la compañía como Ingeniera de Desarrollo en Pune y luego trabajó en Mumbai y en Jamshedpur. Murthy escribió en esa época una nota al Presidente de la compañía quejándose del sesgo masculino, y como resultado se le concedió una entrevista especial y fue contratada de inmediato. Más tarde se unió al grupo de Industrias Walchand en Pune como Analista de Sistemas de nivel ejecutivo.
En 1996 inició la fundación Infosys y hasta la fecha ha sido miembro de la Junta Directiva de Infosys y profesor visitante en el Centro PG de la Universidad de Bangalore. También enseñó en la Universidad Christ. Ha escrito y publicado muchos libros, dos de los cuales son diarios de viaje, dos manuales técnicos, seis novelas y tres libros educativos.

## Vida personal
Sudha Murthy conoció a N. R. Narayana Murthy cuando trabajaba para TELCO en Puna, y se unieron en matrimonio. La pareja tuvo dos hijos, Akshata Murthy y Rohan.

### Libros

#### En canarés
- Samanyaralli Asamanyaru
- Mahashweta
- Yashashvi
- Tumula
- Kaveri Inda Mekaangige
- Guttondu Heluve
- Manada Matu
- Dollar Sose
- Paridhi
- Makkaligagi – Nanna Mechina Kathegalu (children's stories)
- Runa
- Hakkiya Teradalli (travelogue)
- Shalamakkaligagi Computer
- Athirikthe
- Sukeshini Mattu Itara Makkala Kathegalu
- Computer Lokadalli

#### En inglés
- How I Taught My Grandmother to Read
- Something Happened on the Way to Heaven
- The Old Man and His God: Discovering the Spirit of India
- The Day I Stopped Drinking Milk
- Wise & Otherwise
- Gently Falls the Bakula
- The Accolades Galore
- The Bird with Golden Wings: Stories of Wit and Magic
- Dollar Bahu
- Grandma's Bag of Stories (children's fiction)
- The Magic Drum And Other Favourite Stories (children'd stories)
- House of Cards
- The Mother I Never Knew'(two novellas)
- Mahashweta
- "The Magic of the Lost Temple"